# الیانی پلومن
الیانی پلومن (انگلیسی: Eliane Plewman؛ ۲۱ اوت ۱۹۱۷ – ۱۳ سپتامبر ۱۹۴۴) یک فرد نظامی اهل فرانسه بود. وی از اعضای مقاومت فرانسه بود.